# Bowljak
Bowljak (persiska: بُلجَك, بولجک) är en ort i Iran.   Den ligger i provinsen Västazarbaijan, i den nordvästra delen av landet, 700 km nordväst om huvudstaden Teheran. Bowljak ligger 995 meter över havet och antalet invånare är 281.
Terrängen runt Bowljak är kuperad åt nordväst, men åt sydost är den platt.Runt Bowljak är det ganska glesbefolkat, med 39 invånare per kvadratkilometer. Närmaste större samhälle är Showţ, 10,4 km sydost om Bowljak. Trakten runt Bowljak består i huvudsak av gräsmarker.